# 비의 여왕

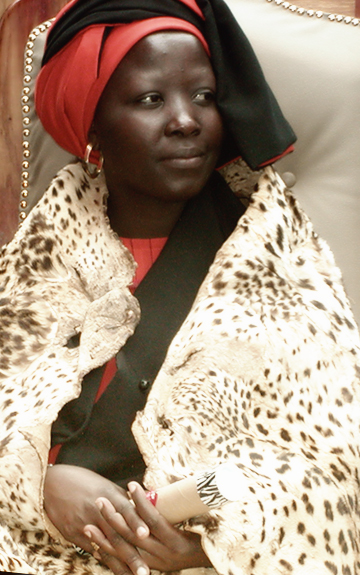

모자지(Modjadji) 또는 비의 여왕(~女王, Rain Queen)은 남아프리카 림포포 주(州: 구칭 '북부 트란스발')에 거주하는 로베두족의 세습 여왕이다. 비의 여왕의 세습은 모계(母系) 계승인데, 즉 여왕의 맏딸이 후계자가 되며, 남성은 왕위계승을 할 수 없다. 전통적으로 비의 여왕은 구름과 강수(降水)를 통제할 수 있는 등의 특별한 힘이 있다고 믿어졌다.
이전의 비의 여왕이 2005년 6월 12일에 사망한 이후로 현재까지 공석(空席)이다.

## 풍속
기독교 선교사의 도래 이전에는, 여왕은 모타노니(Motanoni)라고 불리는 많은 '아내들'을 거느렸다. 이 '아내들'은 레즈비언적인 의미의 아내가 아니라, 엄밀한 의미에서는 시녀에 가깝다고 해야 할 것이다. 로베두족 사람들은 여왕의 호의를 얻어 정치적 지위를 얻으려 하거나 비가 내리기를 기원할 때, 또는 의례상 중대한 반칙을 범했을 때 여왕에게 자신의 딸을 바쳤으며, 비의 여왕은 이런 자신의 아내들을 신하들에게 하사하여 여왕에 대한 충성을 확보했던 것이다.

## 사회적 지위
비의 여왕은 관광객들의 주목을 끌어, 남아프리카의 경제에 도움이 되고 있다.

## 공석(空席)
마코보 콘스턴스 모자지 6세(Makobo Constance Modjadji VI, 1978년~2005년 6월 12일)는 외할머니의 뒤를 이어 2003년 4월 16일에 25세로 즉위해 2년 뒤에 사망했다. 사인(死因)은 뇌막염이라고 하지만, 에이즈라는 루머도 있었다. 1남1녀를 두었으나, 딸인 마살라나보(Masalanabo, 2005년 2월~) 공주의 아버지가 평민이기 때문에, 전통주의자들은 그녀를 적법한 후계자로 받아들일 것 같지 않다. 그래서 2011년 현재까지 비의 여왕 자리는 공석이다.
마코보의 남자 형제 음파파틀라(Mpapatla) 왕자가 마살라나보의 섭정으로 임명되었다. 그러나 음파파틀라는 그의 사촌(모자지 왕가 출신)에게서 얻은 딸이 있기 때문에, 왕가 일각에서는 음파파틀라의 딸이 비의 여왕이 되는 것이 어떤가 하는 제안을 했다. 그러나 음파파틀라는, 그의 사망한 누이의 아이인 마살라나보 공주가 18세가 되면 다음 여왕에 즉위할 것이라고 주장했다.
남자 방계 후손들은 1800년 이전의 로데부족 왕가의 남계(男系) 상속을 부활시켜 달라고 남아프리카 당국에 탄원했으나, 비의 여왕은 중요한 관광자원이자 문화유산적 가치가 높기 때문에, 그렇게 될 것 같지는 않다.

## 역대 비의 여왕
1. 비의 여왕 1세, 마셀레콰네 모자지(Maselekwane Modjadji, 1800년~1854년)
2. 비의 여왕 2세, 마살라나보 모자지(Masalanabo Modjadji, 1854년~1894년)
3. 비의 여왕 3세, 케토아네 모자지(Khetoane Modjadji, 1895년~1959년)
4. 비의 여왕 4세, 마코마 모자지(Makoma Modjadji, 1959년~1980년)
5. 비의 여왕 5세, 모코페 모자지(Mokope Modjadji, 1981년~2001년)
6. 비의 여왕 6세, 마코보 모자지(Makobo Modjadji, 2003년~2005년)

## 같이 보기
- 로베두족
- 모계제
- 모계상속
- 기우제
- 모자지스클로프(Modjadjiskloof)